# VinFast VF e34
VinFast VF e34 – elektryczny samochód osobowy typu crossover klasy subkompaktowej produkowany pod wietnamską marką VinFast od 2021 roku.

## Historia i opis modelu

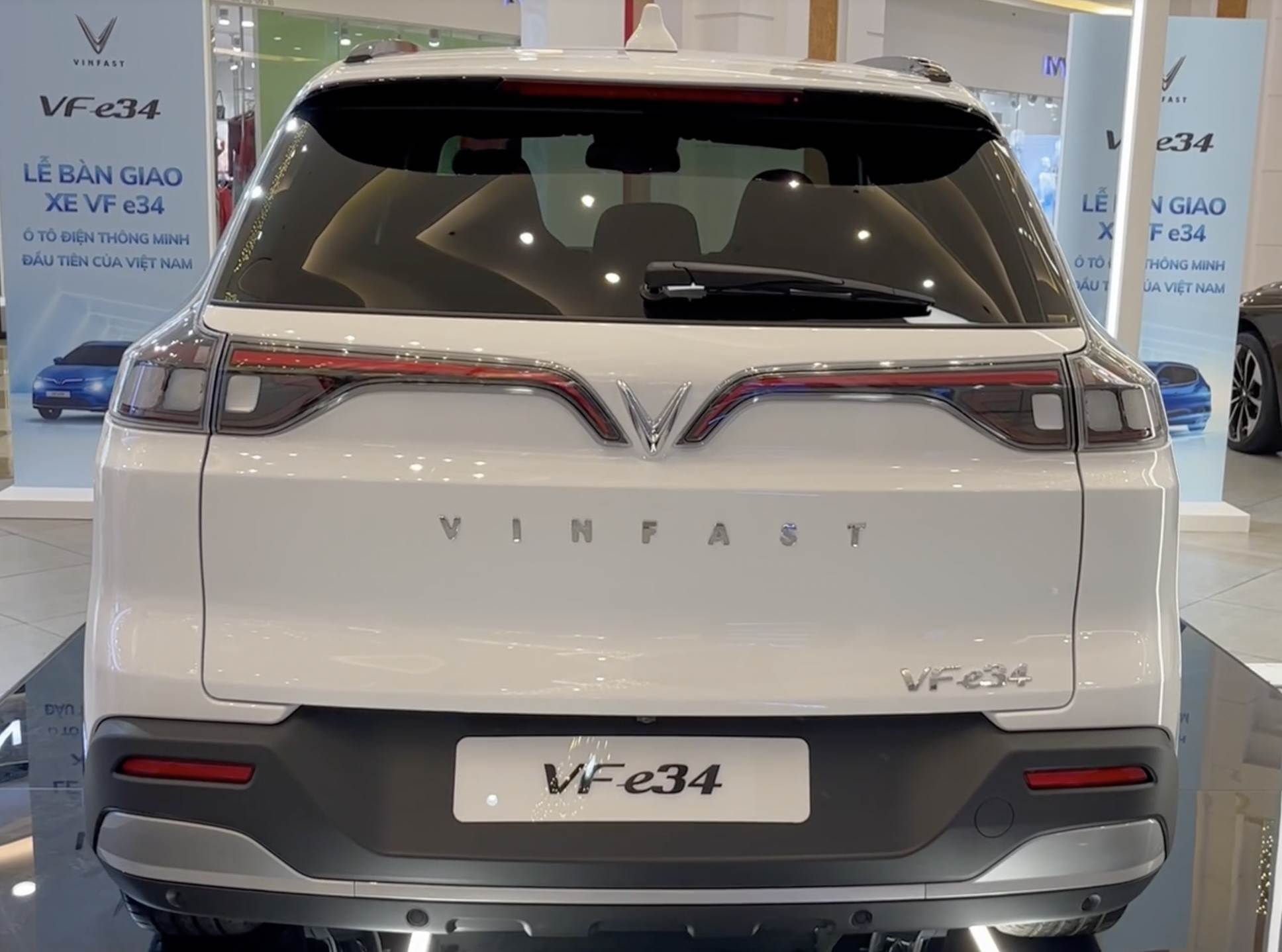
VinFast VF e34 - tył

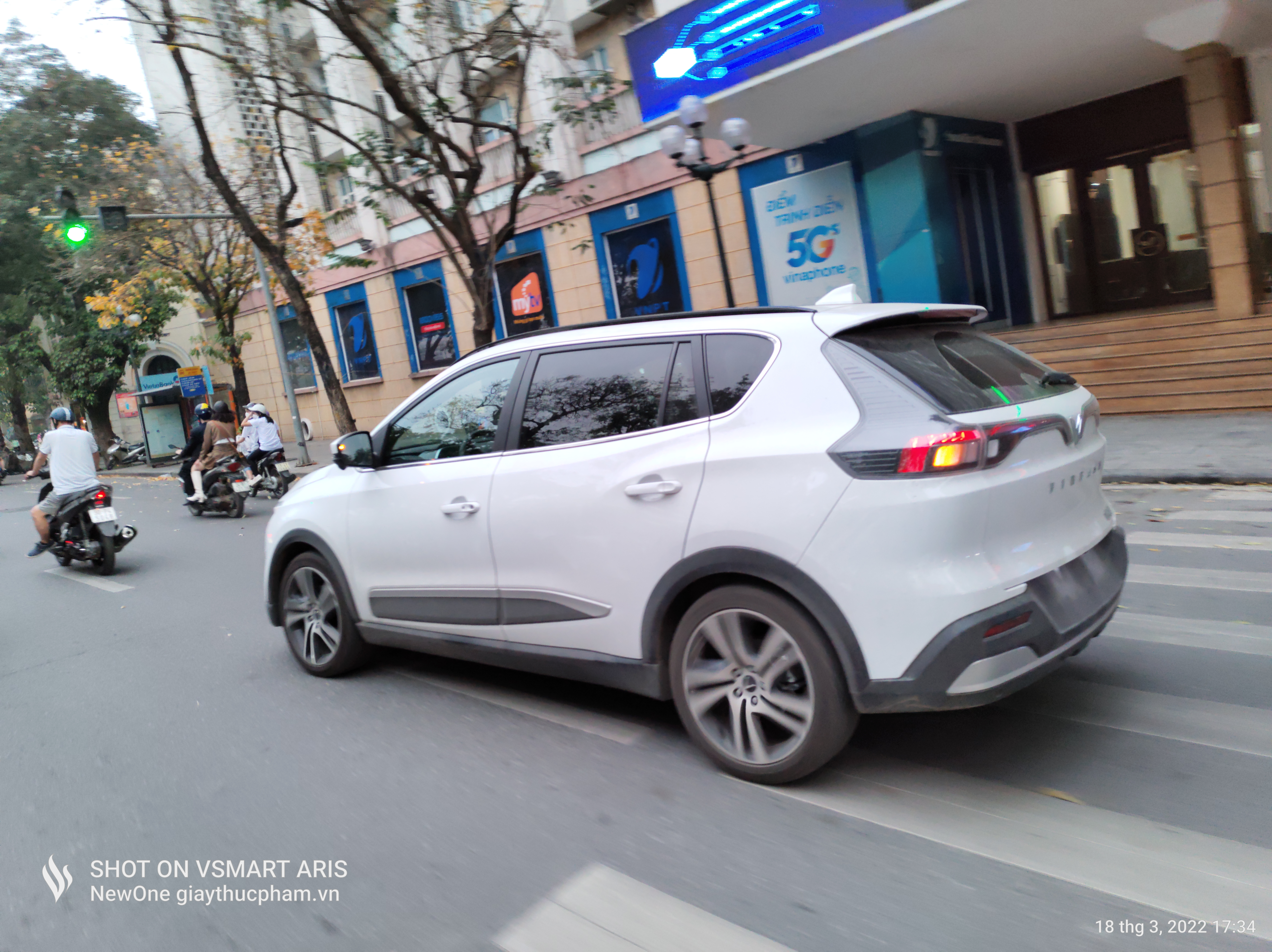
VinFast VF e34 - sylwetka

W drugiej połowie stycznia 2021 roku VinFast przedstawił oficjalnie gamę swoich pierwszych samochodów elektrycznych składającej się z 3 różnej wielkości crossoverów. Najmniejszym z nich został miejski model o nazwie VF31, który utrzymano w charakterystycznych proporcjach wyróżniającymi się wąskim i wysokim nadwoziem, a także zaokrągloną sylwetką. 
Pas przedni przyozdobiły dwupoziomowe reflektory składające się z wyżej umieszczonych diod LED do jazdy dziennej i niżej ulokowanych kloszy ze światłami drogowymi. W kabinie pasażerskiej, którą utrzymano w jednolitej ciemnej barwie, konsolę centralną zdominował wertykanly, dotykowy wyświetlacz do sterowania systemem multimedialnym. W przeciwieństwie do dotychczasowych modeli LUX A2.0 i LUX SA2.0, pojazd oparto na platformie samodzielnej konstrukcji.
W drugiej połowie marca 2021 roku VinFast ogłosił, że nazwa jego najmniejszego elektrycznego crossovera zostanie poddana korekcie z VF31 na VinFast VF e34. Przy okazji przedstawiono bardziej szczegółową specyfikację modelu, zdradzając, że podczas procesu konstrukcyjnego pojazdu istotną część odegrało australijskie centrum rozwojowe w dawnym ośrodku Holdena.

### Sprzedaż
Wbrew pierwotnym zapowiedziom VF e34 nie trafił do sprzedaży na rynkach globalnych m.in. Europie, Australii, Stanach Zjednoczonych czy Kanadzie. Zamiast tego, elektryczny crossover pozostał produktem wyłącznie lokalnym. Pojazd trafił do sprzedaży na rodzimym rynku wietnamskim w marcu 2021 roku. Pierwsze dostawy do nabywców odbyły się w listopadzie tego samego roku. 

### Dane techniczne
VinFast VF e34 umożliwia wybór dwóch wariantów napędowych. Do wyboru będzie 114-konny lub 201-konny układ napędowy, które oba dzięki baterii o pojemności 42 kWh będą mogły osiągnąć zasięg 300 kilometrów na jednym ładowaniu. 